# Savigny-en-Sancerre

Savigny-en-Sancerre este o comună în departamentul Cher, Franța. În 1 ianuarie 2022 avea o populație de 1.111 de locuitori.